# Кардес
Кардес (фр. Cardesse) насеље је и општина у југозападној Француској у региону Аквитанија, у департману Атлантски Пиринеји која припада префектури Олорон Сен Мари.
По подацима из 2011. године у општини је живело 267 становника, а густина насељености је износила 34,81 становника/km². Општина се простире на површини од 8 km². Налази се на средњој надморској висини од 240 метара (максималној 329 m, а минималној 154 m).

## Демографија
| 1962. | 1968. | 1975. | 1982. | 1990. | 1999. | 2011. |
| ----- | ----- | ----- | ----- | ----- | ----- | ----- |
| 291   | 258   | 285   | 272   | 289   | 259   | 267   |

График промене броја становника у току последњих година